# Spanioptila spinosum
Spanioptila spinosum är en fjärilsart som beskrevs av Walsingham 1897. Spanioptila spinosum ingår i släktet Spanioptila och familjen styltmalar.
Artens utbredningsområde är:
- Kuba.
- Puerto Rico.

Inga underarter finns listade i Catalogue of Life.